# Воложенин, Валерий Петрович
Валерий Петрович Воложенин (родился 10 сентября 1980 в Челябинске, СССР) — российский боксёр-профессионал, выступающий в тяжелой весовой категории.
Наилучшая позиция в мировом рейтинге: 150-й.
В профессиональный бокс пришёл из кикбоксинга, где был чемпионом России 2002 года, в разделе фул-контакт, в категории свыше 91 кг. Бронзовый призёр чемпионата мира по кикбоксингу.

## Результаты боёв
| Бой | Дата | Соперник | Судьи | Место боя | Раундов | Результат | Дополнительно |
| --- | ---- | -------- | ----- | --------- | ------- | --------- | ------------- |
|     |      |          |       |           |         |           |               |
| Бой | Дата | Соперник | Судьи | Место боя | Раундов | Результат | Дополнительно |